# Жуково (Могилёвский район)
Жу́ково — деревня в составе Пашковского сельсовета Могилёвского района Могилёвской области Республики Беларусь.

## География
Находится в 12 км севернее Могилёва, в 3 км от железнодорожной станции Полыковские Хутора на линии Могилёв — Орша. Рельеф равнинный, на востоке граничит с лесом и течёт река Дубровенка (приток реки Днепр). 

## История
На территории данной деревни проживали племена Греко-Балтов, которые раскопали озеро в центре деревни (тогда часть тайги). В XVII веке, их истребили тогдашние жители Могилёва.

известна в ВКЛ с XVII века.
В 1635 году село в Брилевском войтовстве Могилёвской экономии Оршанского уезда, государственная собственность.
В 1742 году 13 дворов.
С 1772 года в Российской империи. В 1777 году в Могилёвском округе Могилёвской губернии.
В 1785 году в составе имения Полыковичи Могилёвского уезда, 18 дворов, 127 жителей, собственность помещика.
В конце XVIII века— 1-й половине XVIII века — собственность Могилёвского епископата.
В 1834 году 12 дворов, 76 жителей, государственная собственность.
Согласно переписи 1897 года в Полыковичской волости Могилёвского уезда Могилёвской губернии, 38 дворов, 248 жителей. Имелись хлебозапасный магазин, школа грамоты, которая в 1911 году преобразована в церковно-приходскую, а в 1917 году — в земскую. Рядом стояли 2 одноимённые усадьбы (4 двора, 32 жителя).
В 1909 году 45 дворов, 307 жителей. Местному помещику в это время тут принадлежало 508 десятин земли.
На базе дореволюционной создана рабочая школа 1-й степени, в которой в 1925 году было 87 учеников, имелся драматический кружок.
10 июля 1920 года организована сельскохозяйственная артель «Восход 2», в которую входили 17 хозяйств.
С 20 августа 1924 года в Пашковском сельском совете.
С 17 июля 1924 года по 26 июля 1930 года в Могилёвском районе Могилёвского округа. В 1926 году 85 дворов, 437 жителей. В 1930-е годы сельчане вступили в колхоз.
С 20 февраля 1938 года в Могилёвской области.
В Великую Отечественную войну с конца июля 1941 года до 28 июня 1944 года оккупирована немецко-фашистскими захватчиками.
В 1990 году 75 хозяйств, 193 жителя, в составе колхоза имени В. Володарского (центр — деревня Новое Пашково). Располагались производственная бригада, ферма крупного рогатого скота, работал магазин.

## Демография
В 2007 году 52 домохозяйства, 90 жителей.

## Транспорт
Транспортные связи по шоссе Могилёв — Шклов, которое проходит рядом с деревней.